# Délégation de Viterbe

La délégation apostolique de Viterbe fut une subdivision administrative de l’État pontifical, instituée en 1816 par le pape Pie VII sur le territoire du Latium.

## Historique
Dans sa configuration définitive, elle confinait au nord et à l’ouest avec le Grand-duché de Toscane, à l’ouest avec la délégation de Civitavecchia, au sud avec la délégation de Civitavecchia et la comarque de Rome, à l’est avec les délégations de Orvieto, Spolète et Rieti.
Antérieurement à 1831, la délégation de Viterbe incluait le territoire d’Orvieto et confinait au nord et à l’est avec la délégation de Pérouse.
C’était une délégation de 2e classe qui, à la suite de la réforme administrative de Pie IX du 22 novembre 1850, s’inséra dans la Circonscription de Rome (États pontificaux). Après la prise de Rome du 20 septembre 1870, elle fut annexée à la province de Rome.

## Source de traduction
- (it) Cet article est partiellement ou en totalité issu de l’article de Wikipédia en italien intitulé « delegazione apostolica di Viterbo » (voir la liste des auteurs) le 16/07/2012.